# Becher (Sternbild)
Der Becher (lateinisch Crater) ist ein Sternbild südlich des Himmelsäquators.

## Beschreibung

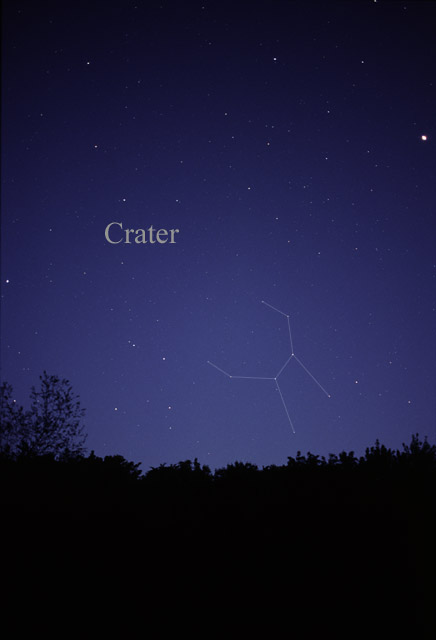
Das Sternbild Becher, wie es mit dem bloßen Auge gesehen werden kann

Der Becher ist ein kleines Sternbild nördlich der Wasserschlange (Hydra), mit der er auch in einer engen mythologischen Beziehung steht. Er besteht aus einer unscheinbaren Gruppe von Sternen um die 4. Größenklasse.
Die beste Zeit für Beobachtungen sind die Monate März bis Mai.

## Geschichte
Der Becher gehört zu den 48 Sternbildern der antiken Astronomie, die bereits von Ptolemäus erwähnt wurden.
Anfang des 17. Jahrhunderts sah man in dem Sternbild den „Kelch der Leiden Christi“. Diese Bezeichnung hat sich allerdings nicht durchgesetzt.

## Mythologie
In der griechischen Mythologie wird der Becher mit den Sternbildern Rabe (Corvus) und Wasserschlange in Verbindung gebracht:
Apollon schickte für eine Opfergabe an seinen Vater Zeus einen Raben aus, damit dieser Wasser aus einer Quelle hole. Der Rabe griff sich den Becher und machte sich auf den Weg. Unterwegs sah er allerdings auf einem Feigenbaum noch nicht ganz reife Feigen, von denen er unbedingt kosten wollte. Also wartete er einige Tage, bis die Feigen reiften, und beendete erst dann seinen Auftrag. Um eine Entschuldigung für seine Verspätung zu haben, griff er sich eine Wasserschlange und behauptete, diese habe den Weg zu der Quelle versperrt.
Apollon aber durchschaute die Lüge und bestrafte den Raben dadurch, dass er zur Zeit der Feigenreife nicht mehr trinken konnte und versetzte ihn, zusammen mit dem Becher und der Wasserschlange, als Warnung an den Himmel.
Einer anderen Überlieferung zufolge opferte König Demophon von Elaios jedes Jahr eine adlige Tochter seiner Stadt, um Seuchen abzuwehren. Dabei wurde das Opfer mittels Los bestimmt, wobei allerdings Demophon seine eigene Tochter stets ausnahm. Als einer der Adligen mit Namen Matusios dagegen aufbegehrte und forderte, auch die Königstochter an der Verlosung teilnehmen zu lassen, ließ Demophon kurzerhand dessen Tochter opfern. Matusios nahm blutige Rache, tötete die Königstochter und ließ Demophon Wein vorsetzen, der mit dem Blut seiner Tochter versetzt war. Matusios wurde für diese Freveltat hingerichtet, der Becher zur Warnung an den Himmel versetzt.

## Himmelsobjekte

### Sterne
| B   | F  | Namen o. andere Bezeichnungen | Vmag (mag) | Lj      | Spektralklasse |
| --- | -- | ----------------------------- | ---------- | ------- | -------------- |
| δ   | 12 | Labr                          | 3,57       | 190     | K0 III         |
| α   | 7  | Alkes                         | 4,08       | ca. 160 | K1 III         |
| γ   | 15 |                               | 4,08       | 84      | A5 V           |
| β   | 11 | Al Sharasif                   | 4,46       | 200     | A2 III         |
| θ   | 21 |                               | 4,46       |         |                |
| ζ   | 27 |                               | 4,71       |         |                |
| ε   | 14 |                               | 4,81       |         |                |
| 400 | 17 |                               | 4,93       |         |                |
| λ   | 13 |                               | 5,08       |         |                |
| η   | 30 |                               | 5,17       |         |                |
| 400 | 31 |                               | 5,28       |         |                |
| ι   | 24 |                               | 5,49       |         |                |
| κ   | 16 |                               | 5,93       |         |                |
| ψ   |    |                               | 6,11       |         |                |

Delta Crateris, der hellste Stern im Becher, ist ein rund 190 Lichtjahre entfernter gelblich leuchtender Stern der Spektralklasse K0.
Der zweithellste Stern, Alkes, ist rund 160 Lichtjahre entfernt. Sein Eigenname ist altarabischen Ursprungs und bedeutet „Krug“.

### Doppelsterne
| System | Vmag (mag) | Abstand |
| ------ | ---------- | ------- |
| γ      | 4,08/9,6   | 52"     |
| 17     | 4,93/5,64  |         |

γ Crateris ist ein 84 Lichtjahre entferntes Doppelsternsystem. Um das System in Einzelsterne aufzulösen benötigt man ein mittleres Teleskop.

### Veränderliche Sterne
| Objekt | Vmag (mag)   | Periode  | Typ                         |
| ------ | ------------ | -------- | --------------------------- |
| R      | 9,8 bis 11,2 | 160 Tage | unregelmäßig Veränderlicher |
| SV     | 6,14         |          |                             |

R Crateris ist ein halbregelmäßig veränderlicher Stern der Spektralklasse M7. Seine Helligkeit schwankt innerhalb von etwa 160 Tagen von 9,8 bis 11,2 m. Zu seiner Beobachtung benötigt man ein mittleres Teleskop.
SV Crateris trägt auch die Bezeichnungen Gliese 425 oder Abts Stern. Mit einer Entfernung von 44 Lichtjahren gehört er zur näheren Umgebung der Sonne.

### NGC-Objekte
| NGC  | sonstige | Vmag (mag) | Typ     | Name |
| ---- | -------- | ---------- | ------- | ---- |
| 3511 |          | 12         | Galaxie |      |
| 3887 |          | 11         | Galaxie |      |
| 3981 |          | 12         | Galaxie |      |

Im Becher befinden sich drei Galaxien, die bereits mit mittleren Teleskopen beobachtet werden können.
NGC 3511 ist eine Spiralgalaxie vom Typ SBbc, die wir von der Seite sehen. Sie gehört zum Galaxienhaufen Abell 1060. Ihre Ausdehnung am Himmel beträgt 4 × 1 Bogenminuten.
NGC 3887 ist eine balkenförmige Spiralgalaxie vom Typ SBc mit einem Durchmesser von 3,5 Bogenminuten.
NGC 3981 ist eine Galaxie vom Typ SBbc. Im größeren Teleskop werden zwei ausgeprägte Spiralarme sichtbar. Die Galaxie wurde 1785 von Wilhelm Herschel entdeckt.

## Galerie

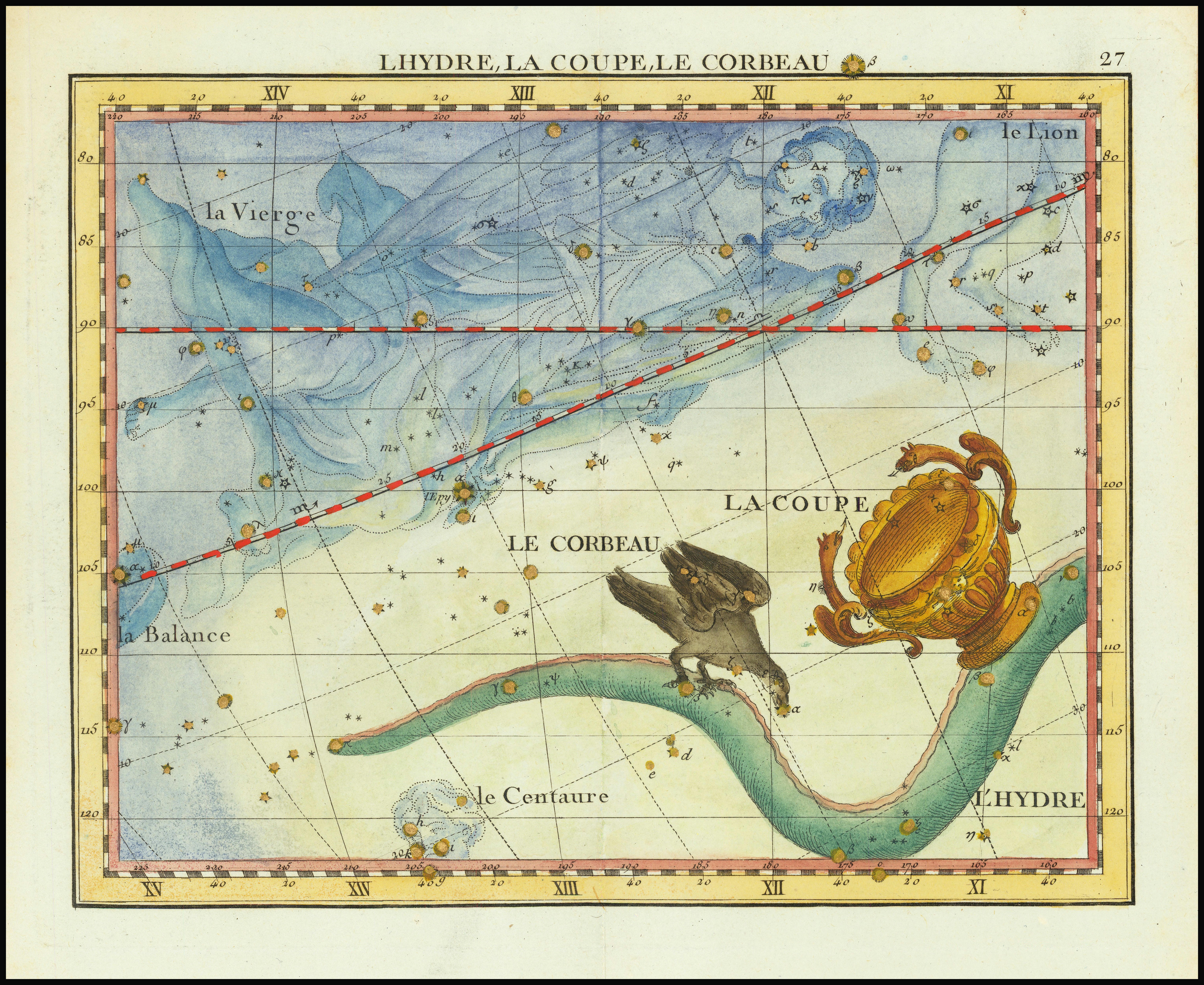
Sternbild Becher mit Nachbarsternbildern nach John Flamsteed
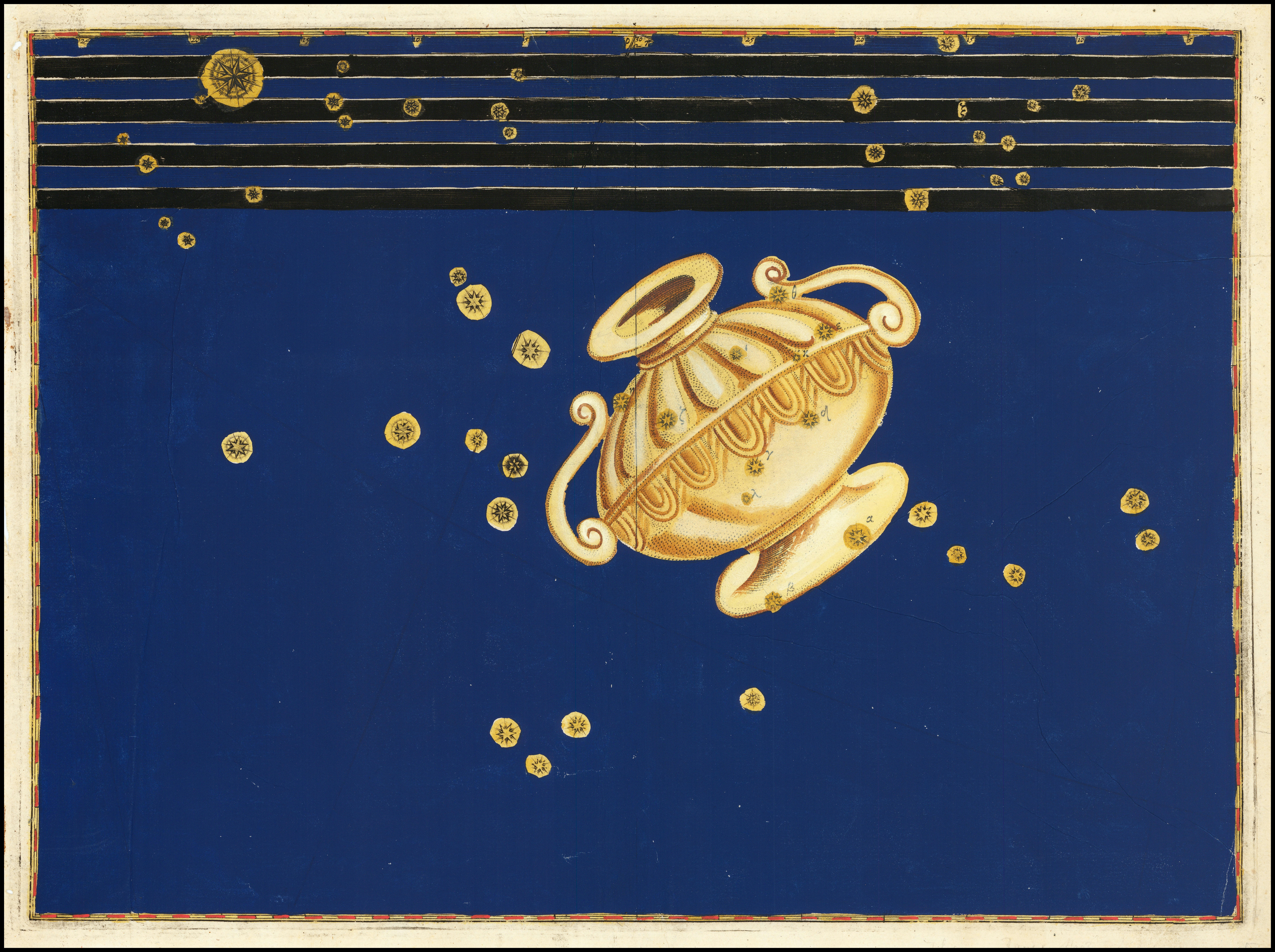
Johann Bayer, 1624